# Atletica leggera ai Giochi della XI Olimpiade - 400 metri ostacoli
La competizione dei 400 metri ostacoli maschili di atletica leggera ai Giochi della XI Olimpiade si è disputata nei giorni 3 e 4 agosto 1936 allo Stadio Olimpico di Berlino.

## L'eccellenza mondiale
| Migliore prest. europea       | 51”7 1932 | Robert Tisdall | Ritir. 1933 |
| Primatista mondiale           | 50”6 1934 | Glenn Hardin   | Presente    |
| Vincitore delle selezioni USA | 51”4      | Glenn Hardin   | Presente    |

## La gara
Gli organizzatori non hanno favorito gli atleti in gara: semifinali e finali si disputano nello stesso giorno. Nelle edizioni precedenti, invece, si erano sempre svolte in due giorni diversi.

Il favorito Glenn Hardin (è imbattuto nelle finali dal 1932) vince la prima semifinale in 53"2. Nella seconda prevale il connazionale Joseph Patterson in 52"8.

Due ore e mezza dopo, in finale, Miguel White sfida il "predestinato" attaccandolo nella prima parte di gara; dietro di loro c'è Patterson. Hardin fa la sua corsa, non cede nel rettilineo finale e va a vincere. White e Patterson accusano lo sforzo fatto.

Il canadese Loargin ha distribuito meglio le energie ed attacca negli ultimi 80 metri, recuperando sia Patterson che White ed andando a cogliere l'argento.

## Risultati

### Turni eliminatori
| 6 Batterie   | 3 agosto (15:00) | 32 partenti   | Si qualificano i primi 2. |
| 2 Semifinali | 4 agosto (15:00) | 6 + 6         | Si qualificano i primi 3. |
| Finale       | 4 agosto (17:30) | 6 concorrenti |                           |

### Batterie
| Pos. | Atleta        | Nazione  | Tempo |
| ---- | ------------- | -------- | ----- |
| 1    | József Kovács | Ungheria | 53"7  |
| 2    | Juul Bosmans  | Belgio   | 53"8  |
| 3    | Prudent Joye  | Francia  | 54"1  |
| 4    | Tokio Fukuda  | Giappone | 56"8  |

| Pos. | Atleta          | Nazione     | Tempo  |
| ---- | --------------- | ----------- | ------ |
| 1    | Fritz Nottbrock | Germania    | 54"7   |
| 2    | Dale Schofield  | Stati Uniti | 54"8   |
| 3    | Luigi Facelli   | Italia      | 55"1   |
| 4    | Jim Worrall     | Canada      | 55"5   |
| 5    | Louis Gailliard | Francia     | 56"4   |
| 6    | August Banščak  | Jugoslavia  | 1'01"5 |

| Pos. | Atleta          | Nazione   | Tempo |
| ---- | --------------- | --------- | ----- |
| 1    | Miguel White    | Filippine | 53"4  |
| 2    | Johnny Loaring  | Canada    | 54"3  |
| 3    | Alf Watson      | Australia | 54"5  |
| 4    | Masao Ichihara  | Giappone  | 54"7  |
| 5    | Ioannis Skiadas | Grecia    | 55"3  |
| 6    | Emilio Mori     | Italia    | 55"6  |

| Pos. | Atleta          | Nazione     | Tempo |
| ---- | --------------- | ----------- | ----- |
| 1    | Joe Patterson   | Stati Uniti | 54"4  |
| 2    | Juan Lavenás    | Argentina   | 54"5  |
| 3    | Hans Scheele    | Germania    | 54"6  |
| 4    | Umberto Ridi    | Italia      | 55"5  |
| 5    | Teodoro Malasig | Filippine   | 56"1  |

| Pos. | Atleta            | Nazione    | Tempo |
| ---- | ----------------- | ---------- | ----- |
| 1    | Khristos Mantikas | Grecia     | 53"8  |
| 2    | Sylvio Padilha    | Brasile    | 54"2  |
| 3    | Vane Ivanović     | Jugoslavia | 54"7  |
| 4    | Frank Rushton     | Sudafrica  | 55"2  |
| 5    | Kell Areskoug     | Svezia     | 55"7  |
| 6    | Walter Fritsch    | Cile       | 58"3  |

| Pos. | Atleta         | Nazione        | Tempo |
| ---- | -------------- | -------------- | ----- |
| 1    | Glenn Hardin   | Stati Uniti    | 53"9  |
| 2    | Willi Kürten   | Germania       | 54"6  |
| 3    | Ernst Leitner  | Austria        | 54"9  |
| 4    | Ernst Berndt   | Cecoslovacchia | 57"6  |
| 5    | John Sheffield | Gran Bretagna  | 58"1  |

### Semifinali
| Pos. | Atleta            | Nazione     | Tempo |
| ---- | ----------------- | ----------- | ----- |
| 1    | Glenn Hardin      | Stati Uniti | 53"2  |
| 2    | Miguel White      | Filippine   | 53"4  |
| 3    | Khristos Mantikas | Grecia      | 53"5  |
| 4    | Dale Schofield    | Stati Uniti | 53"5  |
| 5    | Juan Lavenás      | Argentina   | 54"5  |
| 6    | Willi Kürten      | Germania    | 54"5  |

| Pos. | Atleta          | Nazione     | Tempo |
| ---- | --------------- | ----------- | ----- |
| 1    | Joe Patterson   | Stati Uniti | 52"8  |
| 2    | Johnny Loaring  | Canada      | 53"1  |
| 3    | Sylvio Padilha  | Brasile     | 53"3  |
| 4    | Juul Bosmans    | Belgio      | 53"4  |
| 5    | József Kovács   | Ungheria    | 54"0  |
| 6    | Fritz Nottbrock | Germania    | 54"8  |

### Finale
| Pos.    | Corsia | Atleta            | Età | Nazione     | Tempo |
| ------- | ------ | ----------------- | --- | ----------- | ----- |
| Oro     | 6      | Glenn Hardin      | 26  | Stati Uniti | 52"4  |
| Argento | 3      | Johnny Loaring    | 20  | Canada      | 52"7  |
| Bronzo  | 5      | Miguel White      | 26  | Filippine   | 52"8  |
| 4       | 1      | Joe Patterson     | 23  | Stati Uniti | 53"0  |
| 5       | 4      | Sylvio Padilha    | 27  | Brasile     | 54"0  |
| 6       | 2      | Khristos Mantikas | 34  | Grecia      | 54"2  |